# 클레어 보언
클레어 보언(Clare Bowen, 1984년 5월 12일 ~ )는 오스트레일리아의 배우이자 가수이다.